# Амбон (город)
Амбо́н (индон. Ambon) — город в Индонезии, административный центр провинции Малуку. Расположен в южной части острова Амбон.
Население — 444 797 жителей (2017).
В январе-феврале 1942 года в окрестностях города происходило сражение между японскими войсками с одной стороны и голландскими и австралийскими с другой (сам город в то время входил в состав Голландской Ост-Индии). В 1950 г. город был столицей короткоживущей самопровозглашённой республики Малуку-Селатан.
14 декабря 2008 года недалеко от Амбона произошло землетрясение магнитудой 5,2 (по шкале Рихтера). Эпицентр находился в 190 км к северо-востоку от города.

## Известные уроженцы
- Леймена, Йоханнес (1905–1977) — политический и государственный деятель